# Керівники Житомирської області
Житомирська область була утворена 22 вересня 1937 року.

## Голови Житомирського обласного виконавчого комітету
1. Файбишев Олександр Миколайович — 1937 — 1938 р.
2. Перов Володимир Михайлович — 1938 — 1941 рр.
3. Рожанчук Микола Михайлович — 1945 − 1949 рр.
4. Богатир Захар Антонович — 1949 − 1955 рр.
5. Кременицький Віктор Олександрович — липень 1955 — січень 1963 рр., січень 1963 - грудень 1964 рр.(промислового), 1965 - 1982 рр.
6. Ботвинов Олександр Гнатович — січень 1963 - грудень 1964 рр.(сільського), грудень 1964 - 1965 рр.
7. Ямчинський Василь Миколайович — 1982 — 1989 рр.
8. Малиновський Антон Станіславович — січень — квітень 1990 рр. в.о., квітень 1990 - червень 1991 рр., серпень 1991 - березень 1992
9. Федоров Володимир Григорович — червень — серпень 1991 рр.

## Перші секретаріЖитомирського обласного комітету КПУ
1. Максимов Микола Антонович — вересень 1937 — лютий 1938 рр.
2. Діденко Максим Авксентійович — лютий 1938 — грудень 1938 рр.
3. Гречуха Михайло Сергійович — 5 березня — червень 1939 рр.
4. Сиромятников Михайло Олексійович — червень 1939 — липень 1941 рр.
5. Шелушков Григорій Іванович — липень 1941 — 1943 рр. (підпільний обком)
6. Маликов Степан Федорович — 27 травня 1943 — квітень 1944 рр. (підпільний обком)
7. Колесников Дмитро Тихонович — 1944 рр. в.о.
8. Співак Мойсей Семенович — 1944 — 1949 рр.
9. Костюченко Сергій Пилипович — 1949 — вересень 1951 р.
10. Бабійчук Ростислав Володимирович — вересень 1951 — травень 1952 рр.
11. Федоров Олексій Федорович — травень 1952 — травень 1957 рр.
12. Стахурський Михайло Михайлович — травень 1957 — 14 лютого 1961 рр.
13. Лазуренко Михайло Костянтинович — 14 лютого 1961 — січень 1963 рр., січень 1963 - грудень 1964 рр.(сільського), грудень 1964 - 13 травня 1968 рр.
14. Терехов Костянтин Павлович — січень 1963 - грудень 1964 рр.(промислового), 13 травня 1968 рр. - 23 травня 1978 рр.
15. Кавун Василь Михайлович — 23 травня 1978 — 18 грудня 1988 рр.
16. Федоров Володимир Григорович — 2 квітня 1989 — 26 серпня 1991 рр.

## Голови Житомирської обласної державної адміністрації
1. Малиновський Антон Станіславович — 31 березня 1992 року — липень 1994 (як Представника Президента України у Житомирській області), 7 липня 1995 — 7 квітня 1998
2. Лушкін Володимир Андрійович — 7 квітня 1998 — 31 серпня 2001
3. Рудченко Микола Миколайович — 31 серпня 2001 — 11 січня 2004
4. Рижук Сергій Миколайович — 11 січня 2004 — 3 лютого 2005
5. Жебрівський Павло Іванович — 4 лютий — 19 грудня 2005
6. Синявська Ірина Максимівна — 19 грудня 2005 — 3 травня 2006
7. Загривий Володимир Іванович — 4 травня — 16 червня 2006 в.о., 12 — 26 грудня 2006 в.о.
8. Андрійчук Юрій Андрійович — 16 червня — 12 грудня 2006
9. Павленко Юрій Олексійович — 26 грудня 2006 — 17 жовтня 2007, 17 — 25 жовтня 2007 в.о.
10. Забела Юрій Володимирович — 25 жовтня — 1 листопада 2007 в.о., 1 листопада 2007 — 18 березня 2010
11. Рижук Сергій Миколайович — 9 березня 2010 — 2 березня 2014
12. Кізін Сидор Васильович — 2 березня — 22 липня 2014
13. Машковський Сергій Олександрович — 22 липня 2014 — 31 серпня 2016
14. Гундич Ігор Петрович — 1 вересня 2016 — 26 жовтня 2016 (т.в.о.); 27 жовтня 2016 — 24 червня 2019
15. Лагута Ярослав Миколайович — 24 червня 2019 — 8 серпня 2019 (т.в.о.)
16. Бунечко Віталій Іванович — 8 серпня 2019 —

## Голови Житомирської обласної ради
1. Федоров Володимир Григорович — квітень 1990 — серпень 1991
2. Малиновський Антон Станіславович — серпень 1991 — березень 1992, липень 1994 — квітень 1998
3. Рашевський Станіслав Ілліч — квітень 1992 — червень 1994
4. Войтенко Архип Борисович — 14 квітня 1998 — 27 квітня 2006
5. Синявська Ірина Максимівна — 27 квітня 2006 — 1 лютого 2008
6. Француз Віталій Йосипович — 1 лютого 2008 — 17 листопада 2010
7. Запаловський Йосип Антонович — 17 листопада 2010 — 21 лютого 2014
8. Француз Віталій Йосипович — 21 лютого 2014 — 12 листопада 2015
9. Лабунська Анжеліка Вікторівна — 12 листопада 2015 — 26 вересня 2016
10. Ширма Володимир Васильович — 26 вересня 2016 —